# Ohre
Ohře je rijeka u Njemačkoj, lijevi pritok Labe (Elbe), dug 103 km.